# 後付け設定

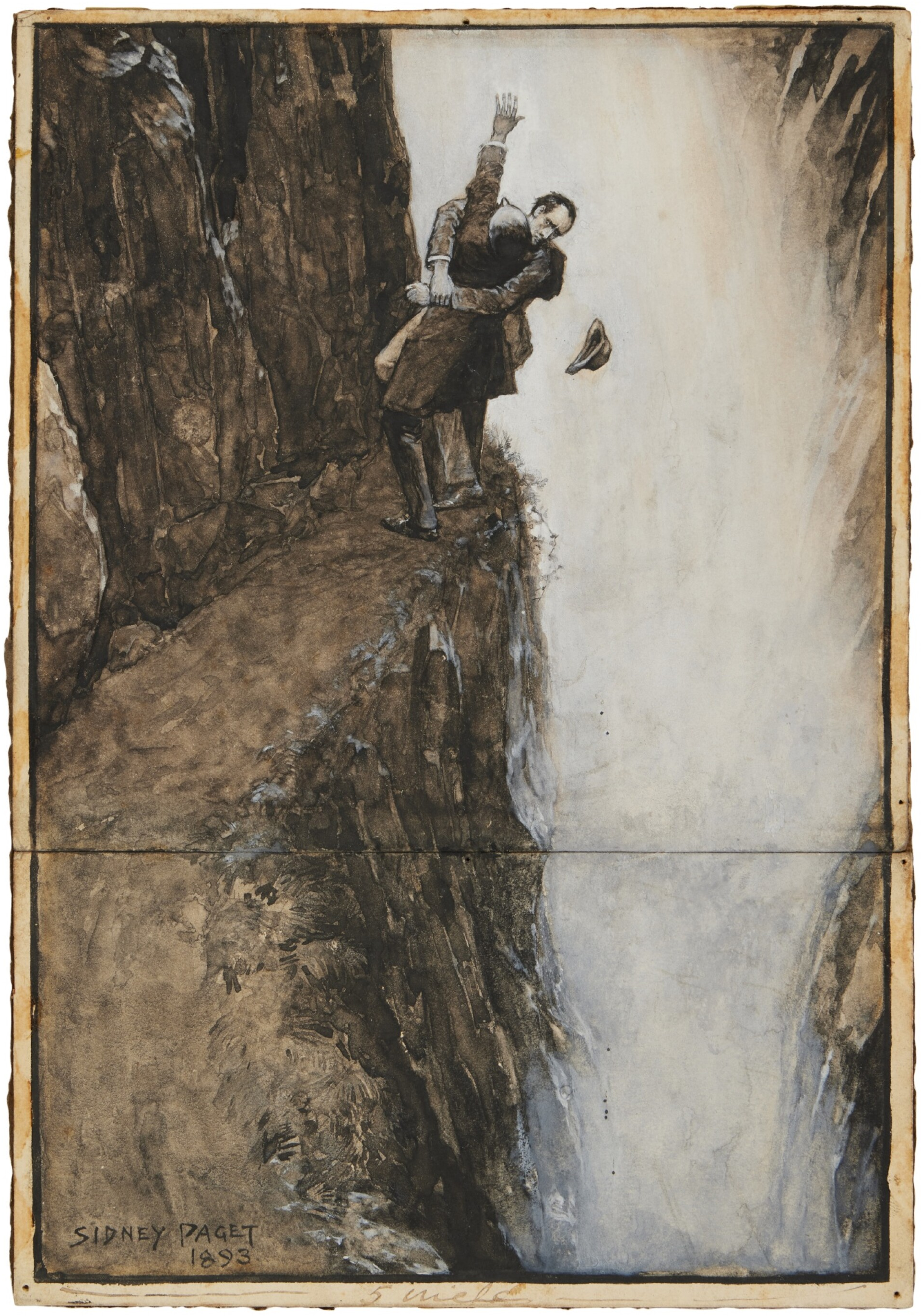
『シャーロック・ホームズの死』：サー・アーサー・コナン・ドイルは、敵であるモリアーティ教授と戦った物語での死より、シャーロック・ホームズが生還したことを説明するために後付け設定を利用した

後付け設定（あとづけせってい、英語: Retroactive continuity、略してretcon）とは、フィクション作品の世界において、物語そのものによって確立された事実が、その後に発表された作品によって調整されたり、無視されたり、補足されたり、時には整合性が取れないほどの矛盾した内容へと続いたりすることで、前作品との世界観の連続性を保ちながら、内容を再構築し拡張への道筋を付けたり、連続性を破壊して別の道筋へと導くために用いられる文学的装置である。

## 解説
後付け設定を導入する動機には、以下のようなものがある：
- 本来なら不可能とされるような展開の物語でも、続編や二次創作として希望に沿って、物語のその後を描けるようにするため。
- 以前の物語に対するファンの否定的な反応に対応するため。
- 世に出された後に、前作で確認された誤りや問題点を修正し、打開するため。
- 前作の解釈の仕方を変更したり、明確にしたりするため。
- 未来の事物に対する仮定や予測が間違っていることが後に証明された場合に、現実に合わせるため[注 1]。

後付け設定は、作家が創作の自由度を高めるために使用され、新しい物語が生み出されることに比べれば、その変更は読者や観客にとって重要ではないという前提のもとで物語に組み込まれている。後付け設定には、語り手による説明で後付けの内容を解説してしまうもの（diegetic）と語り手による説明に頼らないもの（nondiegetic）がある。
例えば、タイムトラベルやパラレルワールドといった舞台設定を利用することで、一度殺してしまった人気キャラクターを再び登場させることも可能となる。
語り手に頼らない、よりさりげない方法としては、作者が描くことに興味がない物語要素を取り除くために、小さなプロットポイントを無視したり、消し去ったりすることが挙げられる。
後付け設定はパルプ・マガジン、特にDCやマーベルといった老舗出版社が発行するコミック・ブックでよく見られる。人気タイトルは、多くの作家がストーリーを提供するため、連載が長くなるにつれ、説明や修正が必要な状況がしばしば発生する。また、漫画や、ソープオペラ、連続ドラマ、映画の続編、カートゥーン、プロレスのキャラ設定、ビデオゲーム、ラジオシリーズなどの連続ドラマ作品にも後付け設定がよく登場する。

## 語源
英語圏の「Retroactive continuity」という言葉は、神学者のE. Frank Tupperが1973年に出版した『The Theology of Wolfhart Pannenberg』の中で、早くから使われている：Pannenberg's conception of retroactive continuity ultimately means that history flows fundamentally from the future into the past, that the future is not basically a product of the past.。
フィクション作品における歴史の改変を指す「retroactive continuity」が出版物に使用された例は、DCコミックスの『All-Star Squadron #18』 (1983年2月号）で見ることができる。このシリーズは、DCのアース2という、黄金時代のコミックキャラクターたちがリアルタイムで年齢を重ねる異世界を舞台としている。『All-Star Squadron』は、アース2での第二次世界大戦を舞台にした作品でもあるので、別世界とはいえ過去の出来事であるため、そのすべての出来事は、DCマルチバースにおける現代への連続性に影響を及ぼした。そのため、毎号ごとに、舞台となる架空の世界の歴史を変えることとなった。お便り欄には、読者から「あなた方（クリエイター）は、時に自分を窮地に追い込んでいるように感じるでしょう」といったお便りや「黄金時代のコミックの歴史と新しい筋書きのマッチングは、芸術的（そして経済的にも！）成功です」というお便りが寄せられたこともある。作家のロイ・トーマスは、「サンディエゴで開催されたAdam Malinのクリエーション・コンベンションで、熱心なALL-STARのサポーターが、数ヶ月前に“Retroactive Continuity”という最高のネーミングを思いついたんだと考えたいですね。なんだか響きがいいと思いませんか？」と反応している。

## 種類

### 改変（Alteration）
- 完結した内容に対して、後の作品で説明等を加え、あとに続くことができるようにする手法。

後付け設定には、一見すると以前に提示された情報と矛盾するような情報が追加されることがある。このような場合は、死んだと思われていたキャラクターが、後になってなぜか生き延びていたことが判明する、という形をとることが多い。この手法は、ホラーアイコンとして続編に登場することになるモンスターや殺人鬼の死で終わるようなホラー映画ではよく見られる。また、スーパーヒーロー系コミックでもよく見られ、「コミック・ブック・デス」という造語があるほどである。
この種の後付け設定における初期の例としては、作家のアーサー・コナン・ドイルが1893年に発表した『最後の事件』で死んだと思われたシャーロック・ホームズを、1903年に発表された『空き家の冒険』で読者の反響もあり復活させたという一連の経緯が挙げられる。
TVシリーズの『ダラス』では、シーズン9の全エピソードを、登場人物のひとりであるパム・ユーイングの夢として扱うことで、その内容を無効化した。これは、俳優のパトリック・ダフィーがシリーズへの復帰を希望した際に、シーズン8の最後にて画面上では死亡した、主要キャラクターのボビー・ユーイングがまだ生きているという、もっともらしい理由を示すために、ライターたちが行ったことであった（結果的に、ボビーはシーズン10で復帰）。このシーズンは「ドリーム・シーズン（Dream Season）」と呼ばれることもあり、後にTV作品の『ファミリー・ガイ』などでも面白おかしく言及された。他にも『St. Elsewhere』や『Newhart』、『ロザンヌ』などが、同じような手法を特に採用している。

### 削除（Subtraction）
- ある内容を、様々な手法（別の時間軸など）を用いて、なかったことにする手法。

このような手法での後付け設定の顕著な例としては、映画『X-MEN』シリーズが挙げられる。映画『X-MEN:フューチャー&パスト』では、主人公のウルヴァリンが意識を1973年にタイムスリップさせて、実行されれば全ミュータントの滅亡に繋がる暗殺を阻止することになる。

### プロットホールを塞ぐために行われる後付け設定（Retcons done to eliminate plotholes）
作品シリーズ内でプロットホールとされている要素や内容を修正するために、後付け設定が行われる場合がある。この場合の例としては、『スター・ウォーズ』続三部作における『スター・ウォーズ』の正史に対する評判の悪かった後付け設定が挙げられる。続三部作の第2作目『スター・ウォーズ/最後のジェダイ』で、レイは「誰の娘でもない」とされたが、その後の第3作目『スカイウォーカーの夜明け』では、スカベンジャーからジェダイになったレイが、パルパティーン家でもあるダース・シディアスの孫娘であることが明らかにされた。また、シディアス自身も『ジェダイの帰還』以来30年間も死んでいたにもかかわらず復活し、シスの信奉者たちの力を借りて密かに新帝国を建設した。パルパティーン復活の手段は、映画自体では説明されず、タイアップメディアでのみ説明されたことで否定的な批判を受けた。
一方で、ボバ・フェットやダース・モールなどのキャラクターも他のスター・ウォーズ関連作品で復活を果たしたが、こちらの後付け設定はより肯定的に受け止められた。また、デス・スターの弱点が設計者の意図的な妨害行為であることが判明した『ローグ・ワン』も、後付け設定として好評であった。

## 一例

### 映画
| 年   | 邦題 原題                                                                     | 製作国         | 解説 | ref    |
| ---- | ----------------------------------------------------------------------------- | -------------- | --- | ------ |
| 1980 | スター・ウォーズ エピソード5/帝国の逆襲 Star Wars: The Empire Strikes Back    | アメリカ合衆国 | | [ 15 ] |
| 1981 | 13日の金曜日 PART2 Friday the 13th Part 2                                     | アメリカ合衆国 | 1980年の映画『13日の金曜日』では死んだことになっているジェイソン・ボーヒーズが、復活し、以降は彼がホラーアイコンとなる。                             | [ 15 ] |
| 1990 | エクソシスト3 The Exorcist III                                                | アメリカ合衆国 | 1973年の映画『エクソシスト』から続く物語 | [ 15 ] |
| 1999 | スター・ウォーズ エピソード1/ファントム・メナス Star Wars: The Phantom Menace | アメリカ合衆国 | フォースに寄与する共生微生物のミディ＝クロリアンという設定が登場する                                                                                 | [ 15 ] |
| 2006 | スーパーマン リターンズ Superman Returns                                      | アメリカ合衆国 | 『スーパーマンII』から続く物語 『スーパーマンIII/電子の要塞』などへと続く時間軸とは異なる                                                            | [ 15 ] |
| 2009 | ソウ6 Saw VI                                                                  | アメリカ合衆国 | | [ 15 ] |
| 2015 | クリード チャンプを継ぐ男 Creed                                               | アメリカ合衆国 | 『ロッキー4/炎の友情』で、アポロ・クリードはリング上で亡くなるが、それ以前にアポロが不倫していたことで、アドニスという隠し子がいたことになっている。 | [ 15 ] |
| 2016 | ローグ・ワン/スター・ウォーズ・ストーリー Rogue One: A Star Wars Story        | アメリカ合衆国 | | [ 15 ] |
| 2016 | デッドプール Deadpool                                                         | アメリカ合衆国 | 『ウルヴァリン:X-MEN ZERO』にて、デッドプールはすでに存在し、殺されてもいる。                                                                        | [ 15 ] |
| 2018 | ハロウィン Halloween                                                          | アメリカ合衆国 | 原典となる1978年の映画『ハロウィン』から続く物語 | [ 15 ] |

## 関連概念
後付け設定は、偶然にできたり、あるいは物語の連続性への関心の欠如によってもたらされるプロットの矛盾と似ているが、同じではない。そのようなものに比べて、後付け設定は計画的に行われている。例えば、『ザ・シンプソンズ』などのエピソード型テレビシリーズで続く連続性の矛盾は、意図的に連続性を失ったものであり、本当の意味での後付け設定ではない。
一方で、一般的に連続性が強固なシリーズでは、物語の連続性における誤りを説明するために、後付け設定のように事後の説明が付加されることがある。例えば『原始家族フリントストーン』における、ウィルマ・フリントストーンがシリーズを通して「ペブル」と「スラグフープル」という2つの別々の旧姓を間違えてつけられていた状況が挙げられる。

## 備考
1. ↑  For instance, Arthur C. Clarke stated in his Author's Note to 2061: Odyssey Three: "Just as 2010: Odyssey Two was not a direct sequel to 2001: A Space Odyssey, so this book is not a linear sequel to 2010. They must all be considered as variations on the same theme, involving many of the same characters and situations, but not necessarily happening in the same universe. Developments since 1964 make total consistency impossible, as the later stories incorporate discoveries and events that had not even taken place when the earlier books were written."[3]
2. ↑  なぜシンプソン一家が年を取らないのかを説明するために、一家の歴史の時間軸を絶えず前に進め（英語版）なければならない。このように主要登場人物の年齢が変化しないが時間軸が前に進む技法は、日本では俗にサザエさん時空と呼ばれる。